# Lakierowanie (technologia)

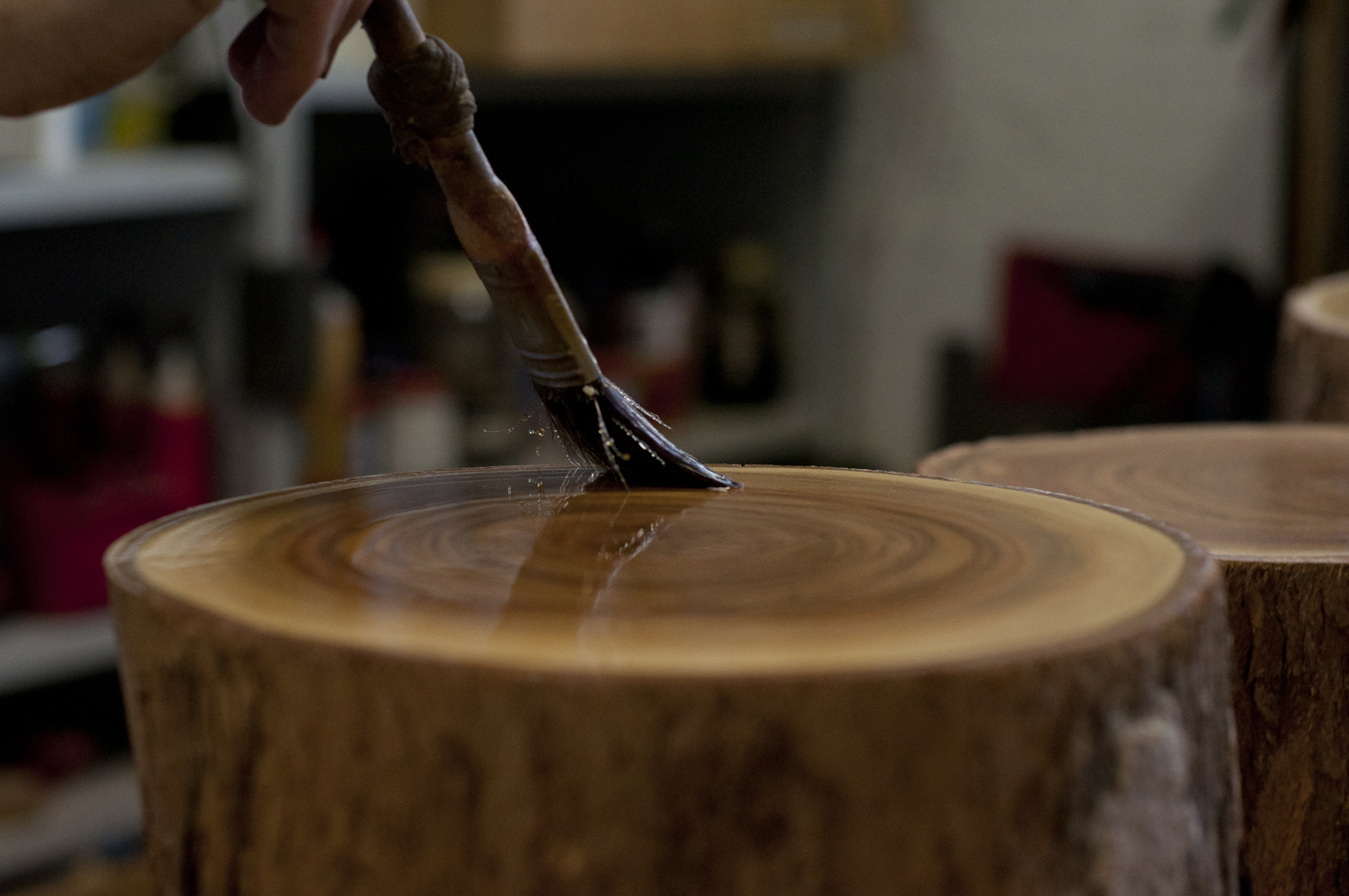
Lakierowanie

Lakierowanie – powlekanie wyrobu powłoką lakieru.